# Белкино (Татарстан)
Белкино — село в Пестречинском районе Татарстана. Административный центр Белкинского сельского поселения.

## География
Находится в северо-западной части Татарстана на расстоянии приблизительно 18 км на север-северо-восток по прямой от районного центра села Пестрецы у речки Нурминка (приток Мёши).

## История
Основана была во второй половине XVI века.

## Население
Постоянных жителей было: в 1859—520, в 1897—774, в 1908—804, в 1920—771, в 1926—754, в 1949—374, в 1958—342, в 1970—280, в 1979—295, в 1989—241, в 2002—235 (русские 96 %), 180 в 2010.